# رصدخانه زیمروالد
رصدخانه زیمروالد (آلمانی: Observatorium Zimmerwald) یک رصدخانهٔ نجومی است که در مالکیت و ادارهٔ «مؤسسه اخترشناسی دانشگاه برن» (AIUB) قرار دارد. این رصدخانه در سال ۱۹۵۶ ساخته شده‌است و در ۱۰ کیلومتری جنوب برن در سوئیس واقع شده‌است.
دنباله‌دارها و سیارک‌های بسیاری توسط پل وایلد (۱۹۲۵–۲۰۱۴) در رصدخانه زیمروالد کشف شده‌اند که مهم‌ترین آنها دنباله‌دار ۸۱پی/وایلد (81P/Wild) است که توسط کاوشگر فضایی استاردست ناسا در سال ۲۰۰۴ مورد بازدید قرار گرفت. سیارک کمربند اصلی سیارک‌ها زیمروالد ۱۷۷۵ نیز نام خود را از این رصدخانه و شهر برگرفته‌است.
تلسکوپ ZIMLAT با دیافراگم ۱ متری در سال ۱۹۹۷ افتتاح شده‌است.